# Ueli Maurer
Ulrich »Ueli« Maurer, švicarski politik, * 1. december 1950, Wetzikon, Švica.
Maurer je dvakratni predsednik Švicarske konfederacije ter aktualni vodja Zveznega ministrstva za finance. 

## Življenjepis
Rodil se je v kmečki družini v Wetzikonu v švicarskem kantonu Zürich. Izšolal se je za komercialista in računovodjo. Od leta 1978 do 1986 je bil član občinske uprave Hinwila, leta 1983 pa je bil izvoljen v parlament kantona Zürich, ki mu je leta 1991 tudi predsedoval. Neuspešno je poskušal biti izvoljen tudi v državni parlament. Med letoma 1994 in 2008 je bil predsednik Zveze kmetijskih pridelovalcev in Združenja kmetijske mehanike.
Leta 1996 je bil kljub ne bleščeči javni podobi izvoljen za Švicarsko ljudsko stranko, ki velja za eno od štirih švicarskih prvokategorniških strank. Maurer se je na mestu predsednika izkazal, predvsem s povečanjem volilne baze v francosko govorečem delu Švice. Znan je po neposrednosti pri besednem obračunavanju s političnimi nasprotniki; desnosredinske demokrate je označil za »mehke«, social-demokrate pa za »motene«. Funkcijo predsednika ljudske stranke je opravljal do 1. marca 2008.  
S 1. januarjem 2009 je postal član Federalnega sveta Švice ter istega leta minister za obrambo, civilno zaščito in šport. Leta 2012 je bil za eno leto imenovan za podpredsednika Federalnega sveta, ponovno pa tudi leta 2018. 1. januarja 2016 je postal minister za finance.

### Predsednik države
Švicarski politični sistem predsednika zamenja vsako leto, izberejo pa ga izmed sedmih članov federanega sveta (ministrskega zbora). Maurer je funkcijo predsednika prvič opravljal med 13. januarjem in 31. decembrom 2013, ponovno pa med 1. januarjem in 31. decembrom 2019.